# Stazione di Bellegarde
La stazione di Bellegarde (in francese gare de Bellegarde) è la principale stazione ferroviaria di Bellegarde-sur-Valserine, Francia.